# Balakan
Balakan (em azeri: Balakən) é um dos cinquenta e nove rayones em que se subdivide politicamente a República do Azerbaijão.
Limita-se ao sul e a oeste com a República da Geórgia e, a leste e ao norte, com o Daguestão (Federação Russa).
Sua capital é a cidade de Balakən.

## Território e população
Tem uma área de 923 km², com uma população de aproximadamente 88.000 pessoas, o que resulta em uma  densidade populacional de 95 habitantes/km².
A maior parte da população é de origem azeri, mas há uma substancial minoria de avares caucasianos e ingiloys, pelo que o avar e o georgiano são falados, além do azeri.